# 愛知教育大学
愛知教育大学（あいちきょういくだいがく、英語: Aichi University of Education、公用語表記: 愛知教育大学）は、愛知県刈谷市井ヶ谷町広沢1に本部を置く日本の国立大学。1873年創立、1949年大学設置。大学の略称は愛教大，愛教，AUE。

## 沿革
（沿革節の主要な出典は公式サイト）
愛知第一師範学校、愛知第二師範学校、愛知青年師範学校を母体として、1949年（昭和24年）に新制大学の愛知学芸大学として設置された。初代学長は物理学者の内藤卯三郎。1966年に愛知教育大学に改称された。
愛知学芸大学発足にあたって、豊川市に豊川分校、名古屋市に名古屋分校が、安城市に安城分校が設置され、豊川分校は岡崎市に移転の後、本部が設置された。また、安城分校は校地を名古屋大学農学部に譲って本部に統合された。発足時は、岡崎高等師範学校との統合も検討されたが、師範学校と高等師範学校の校風の違いなどから、岡崎高等師範学校は名古屋大学との統合を選択した。
岡崎市と名古屋市の間では、ことあるごとに機関の誘致合戦が起こる状態だった。大学側は1965年、ついに附属学校を除く全機関を統合移転することを決定。1966年、移転先は両市の中間に位置する刈谷市井ヶ谷町とする旨が発表される。両市からは反発が大きかったが、1970年には完了した。現在、岡崎市には、附属小学校、愛知教育大学附属岡崎中学校、愛知教育大学附属特別支援学校が、名古屋市には附属小学校、愛知教育大学附属名古屋中学校、愛知教育大学附属幼稚園が残るのみである。この影響で愛知教育大学附属高等学校も大学と敷地を共有する形で刈谷市に置かれている。
刈谷市統合後、岡崎の旧本部キャンパスは大学共同利用機関法人自然科学研究機構の3研究所、旧名古屋分校キャンパスは、名古屋大学大幸キャンパスに転用された。
2020年4月1日、副学長の野田敦敬が学長に就任した。

### 年表
愛知第一師範学校
- 1873年（明治6年）12月 - 「愛知県養成学校」が開校。
- 1876年（明治9年）8月 - 「愛知県師範学校」に改称。
- 1886年（明治19年）8月 - 師範学校令の施行により、「愛知県尋常師範学校」に改称。
- 1898年（明治31年）4月 - 師範教育令の施行により、「愛知県師範学校」に改称（「尋常」が除かれる）。
- 1899年（明治32年）4月 - 師範学校の新設により、「愛知県第一師範学校」に改称。
- 1912年（明治45年）4月 - 「愛知県女子師範学校」が開校。
- 1943年（昭和18年）4月 - 師範教育令の改正により、愛知県第一師範学校と愛知県女子師範学校が統合の上、官立（国立）移管され、「愛知第一師範学校男子部」と「愛知県第一師範学校女子部」に改称。
- 1945年（昭和20年）5月-名古屋大空襲で愛知第一師範学校女子部と愛知第一師範学校女子部附属国民学校が焼失[9][10]。
- 1945年（昭和20年）9月-愛知第一師範学校女子部は愛知第一師範学校男子部校舎に間借り。[11]
- 1946年（昭和21年）2月-愛知第一師範学校女子部は春日井市牛山町陸軍兵舎跡へ移転。[12]
- 1947年（昭和22年）4月-愛知第一師範学校女子部は当時移転していた愛知第一師範学校女子部附属小学校（春日井市弥生町）に移転。[13]
- 1948年（昭和23年）4月-愛知第一師範学校女子部は愛知第一師範学校男子部校舎に同居。[14]
- 1949年（昭和24年）5月31日 - 愛知学芸大学学芸学部の母体として包括され、「愛知学芸大学愛知第一師範学校」に改称。ただし、合併ではなく男子部と女子部が併設された形をとる。[15]
- 1951年（昭和26年）3月31日 - 廃止される。

愛知第二師範学校
- 1899年（明治32年）4月 - 「愛知県第二師範学校」が設置される。
- 1923年（大正12年）4月 - 「愛知県岡崎師範学校」に改称。
- 1943年（昭和18年）4月 - 師範教育令の改正により、官立（国立）移管され、「愛知第二師範学校」に改称。
- 1949年（昭和24年）5月31日 - 愛知学芸大学学芸学部の母体として包括され、「愛知学芸大学愛知第二師範学校」に改称。
- 1951年（昭和26年）3月31日 - 廃止される。

愛知青年師範学校
- 1918年（大正7年）3月 - 「愛知県農業補習学校教員養成所」が開校。
- 1921年（大正10年）4月 - 「愛知県実業教員養成所」に改称。
- 1935年（昭和10年）4月 - 「愛知県立青年学校教員養成所」に改称。
- 1944年（昭和19年）4月 - 師範教育令の改正により、官立（国立）移管の上、「愛知青年師範学校」に改称。
- 1949年（昭和24年）5月31日 - 愛知学芸大学学芸学部の母体として包括され、「愛知学芸大学愛知青年師範学校」に改称。
- 1951年（昭和26年）3月31日 - 廃止される。

新制大学
- 1949年（昭和24年）
  - 5月31日 - 新制「愛知学芸大学」が発足。「学芸学部」を設置。上記の師範学校3校を包括。
  - 9月19日 - 岡崎市明大寺町字西郷中38番地を本部とすることが定められた[16]。
- 1965年（昭和40年）7月2日 - 教授会は、学部の全施設を第三適地へ集結し集結完了を5年以内とすることを決定[4]。
- 1966年（昭和41年）
  - 4月1日 - 「愛知教育大学」へと改称し、学芸学部を「教育学部」に改組。
  - 7月14日 - 教授会は、移転先を尾張と三河の境界にある刈谷市井ヶ谷町とする小木曾公学長の見解を承認[16]。
  - 7月16日 - 文部省が統合移転を正式に決定、発表[5][6]。
- 1970年（昭和45年）4月 - 愛知県刈谷市の現在地に統合。本部を移転。
- 1987年（昭和62年） - 山梨大学と並び、全国のトップを切っていわゆるゼロ免課程設置。
- 2004年（平成16年）4月1日 - 国立大学法人 愛知教育大学が発足。

## 教育および研究

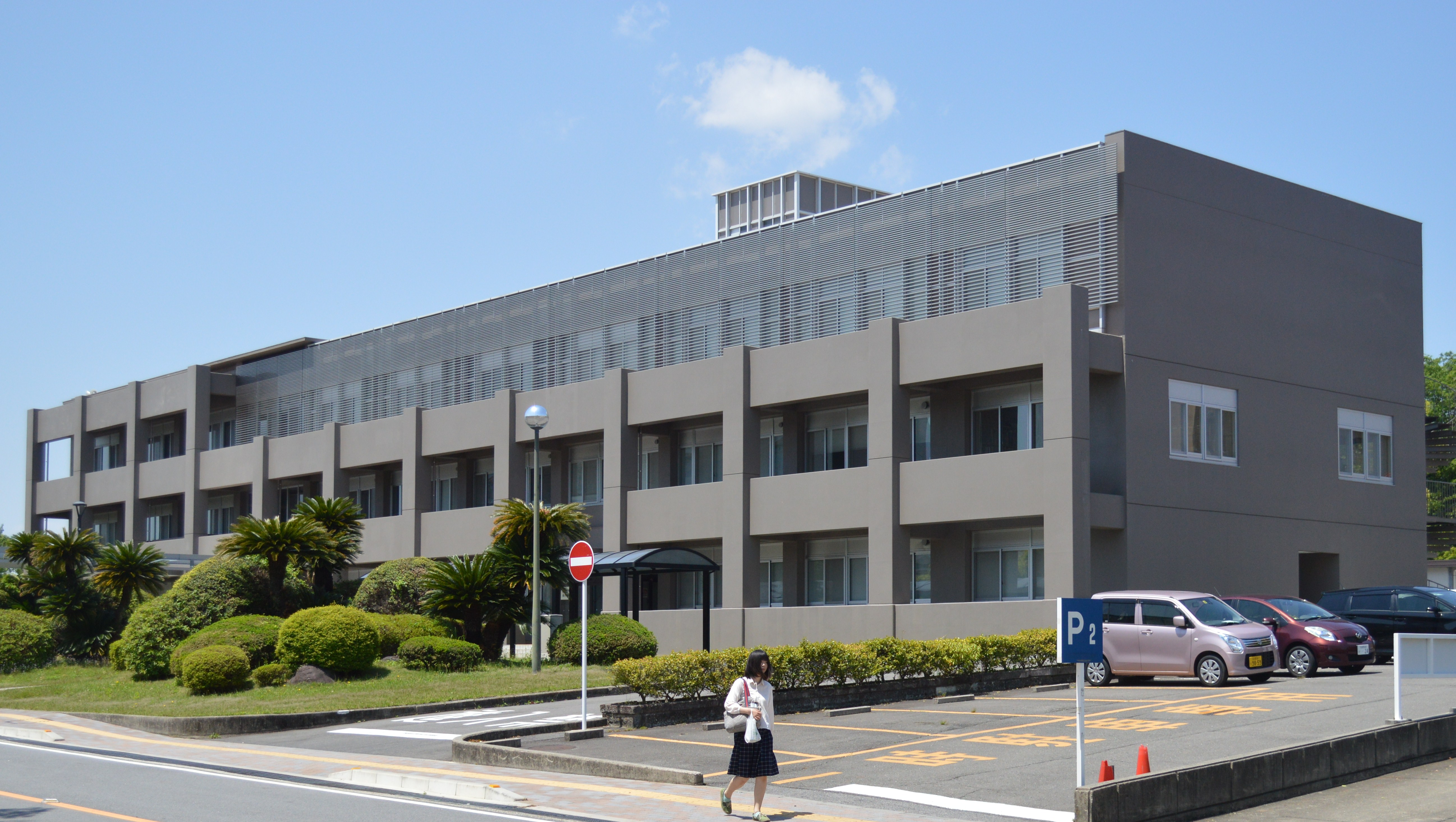
本部棟

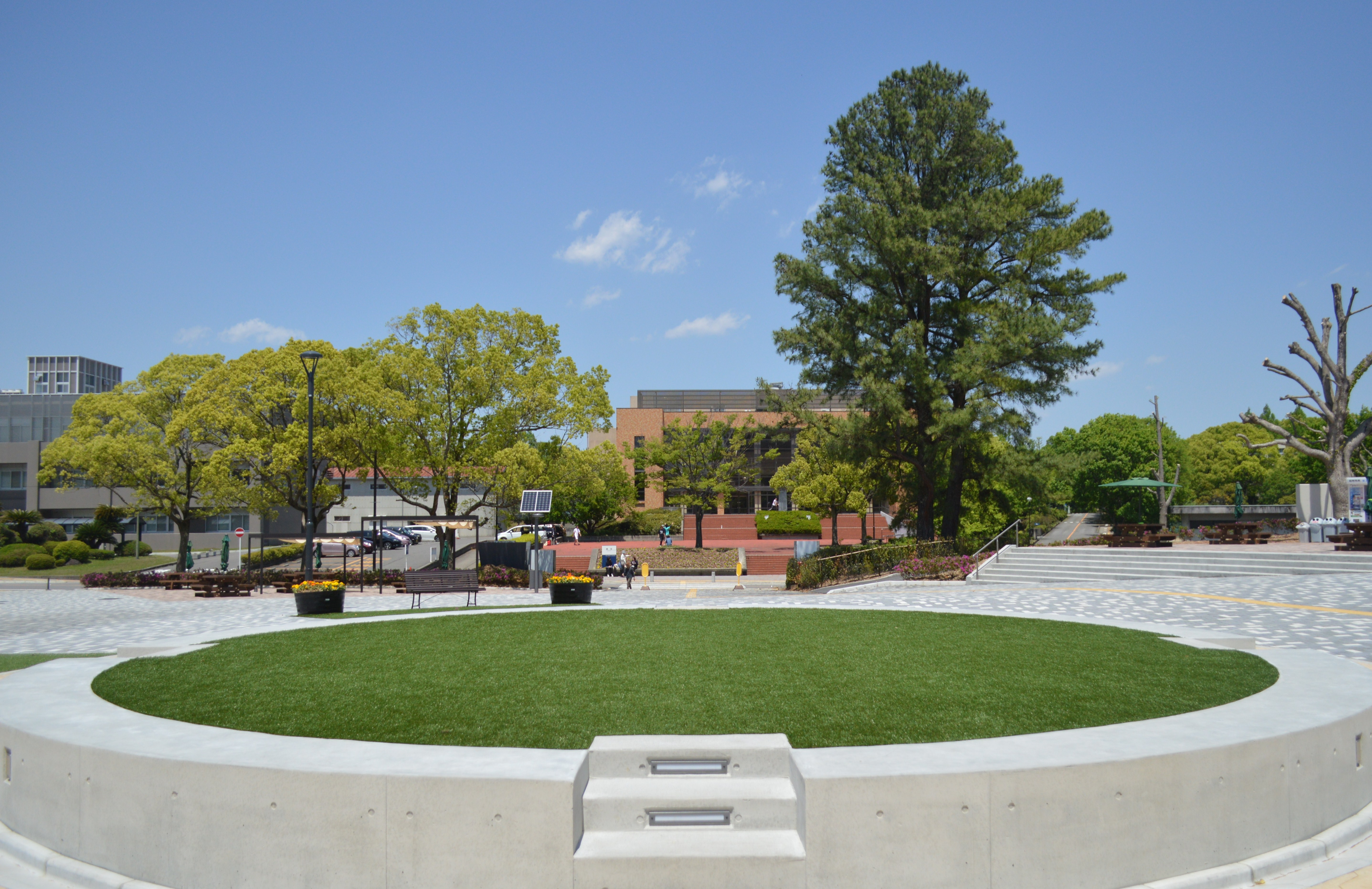
広場と講堂

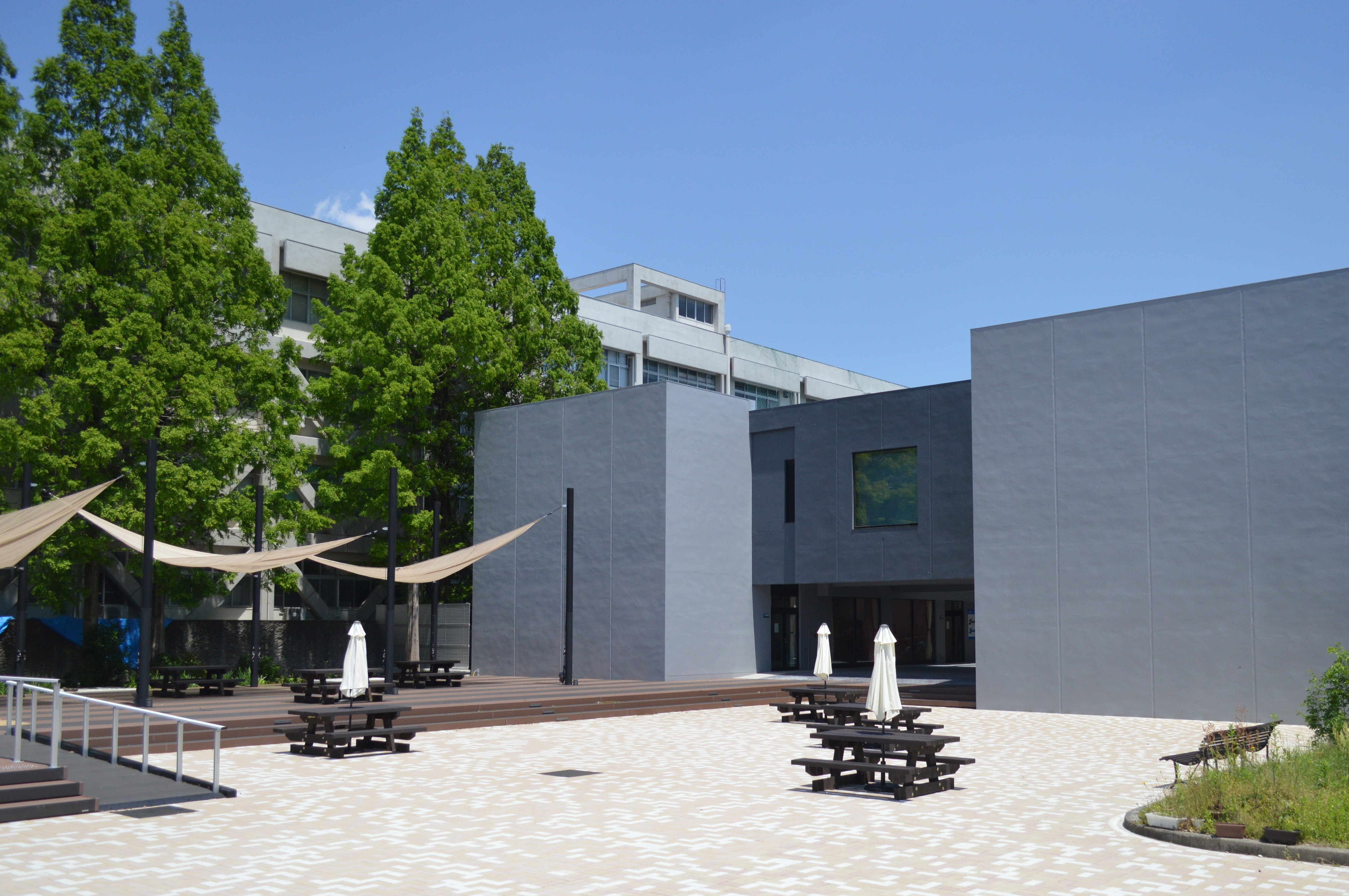
美術第一実習棟

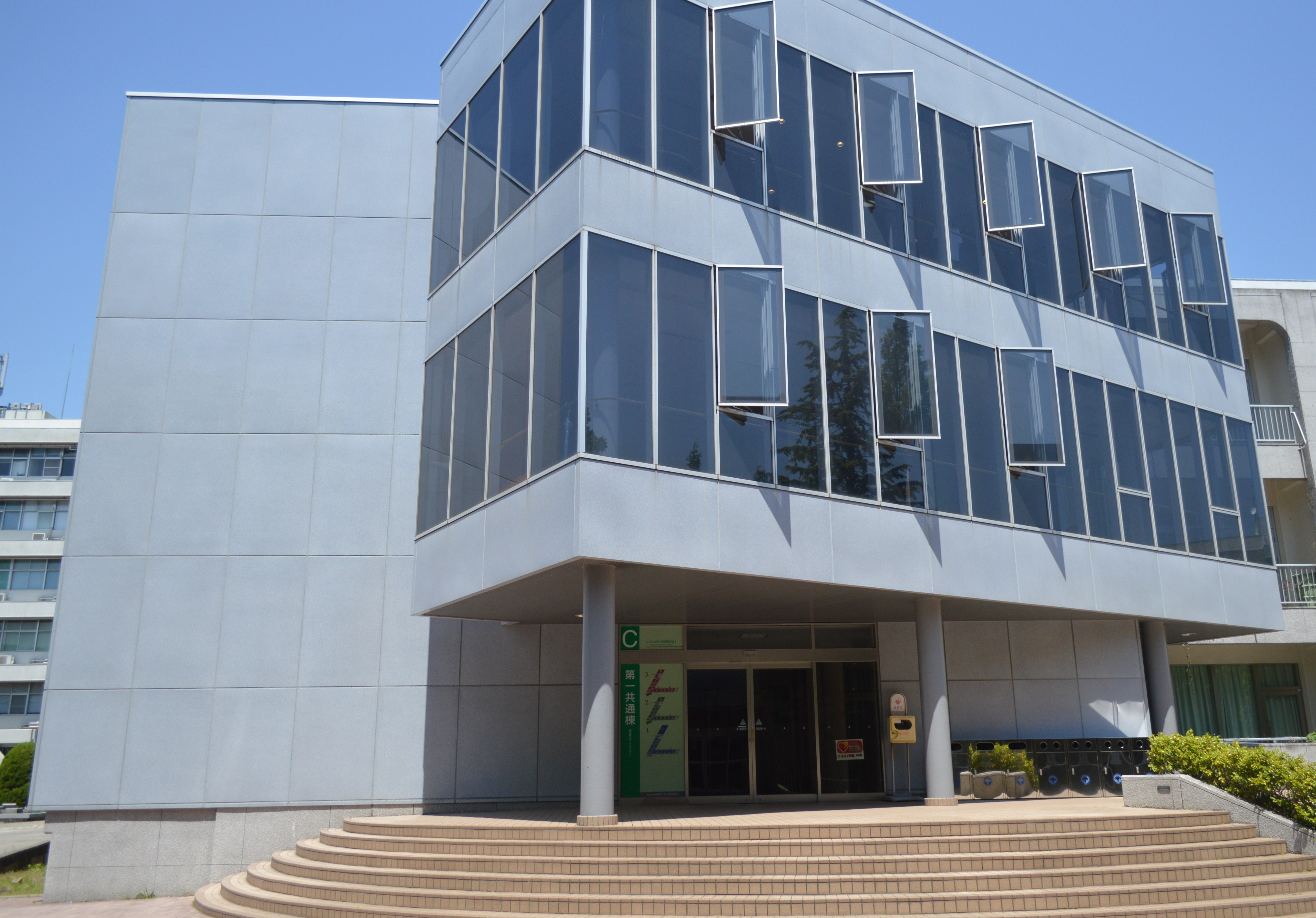
第一共通棟

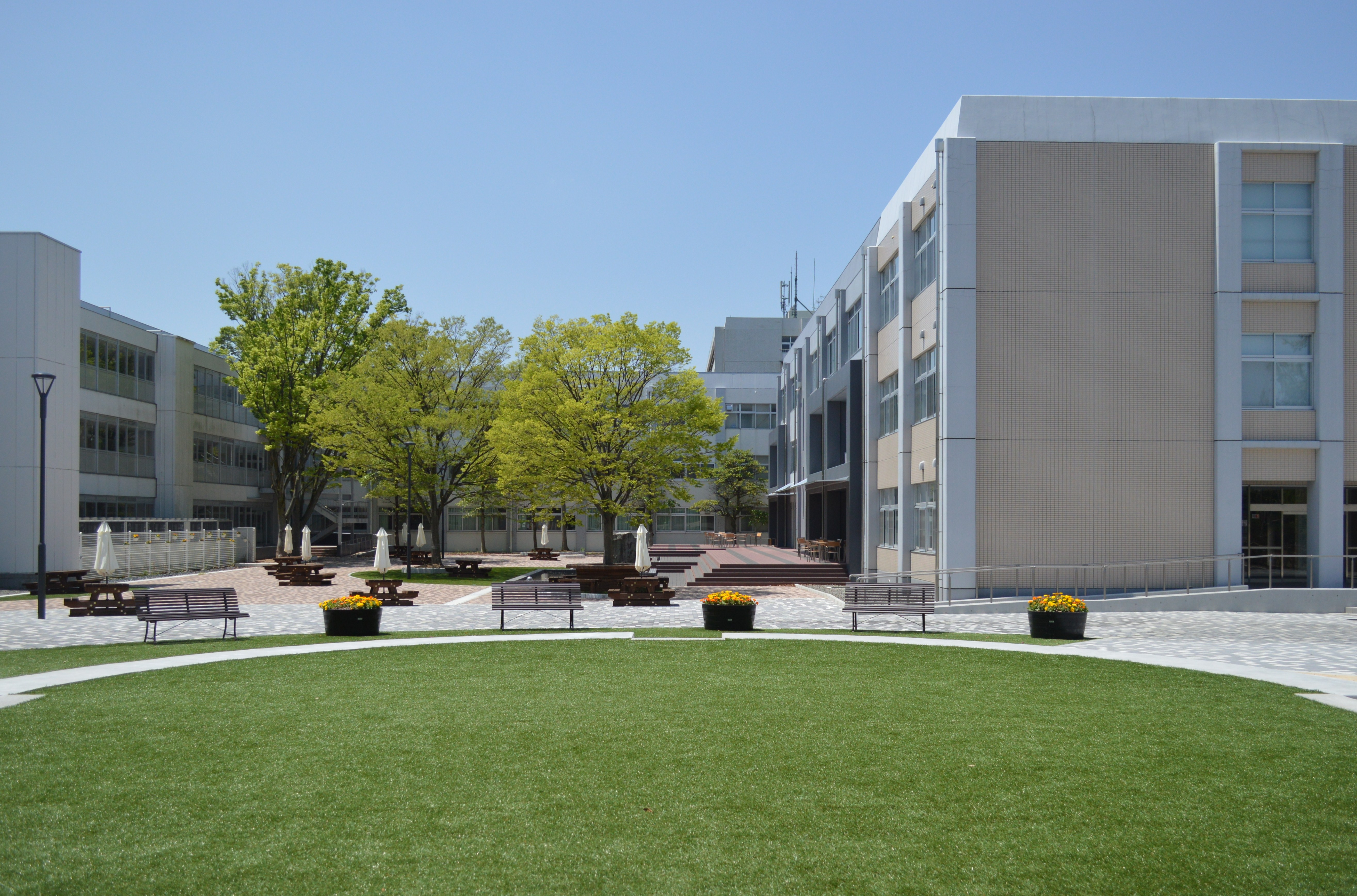
第一共通棟と情報処理センター

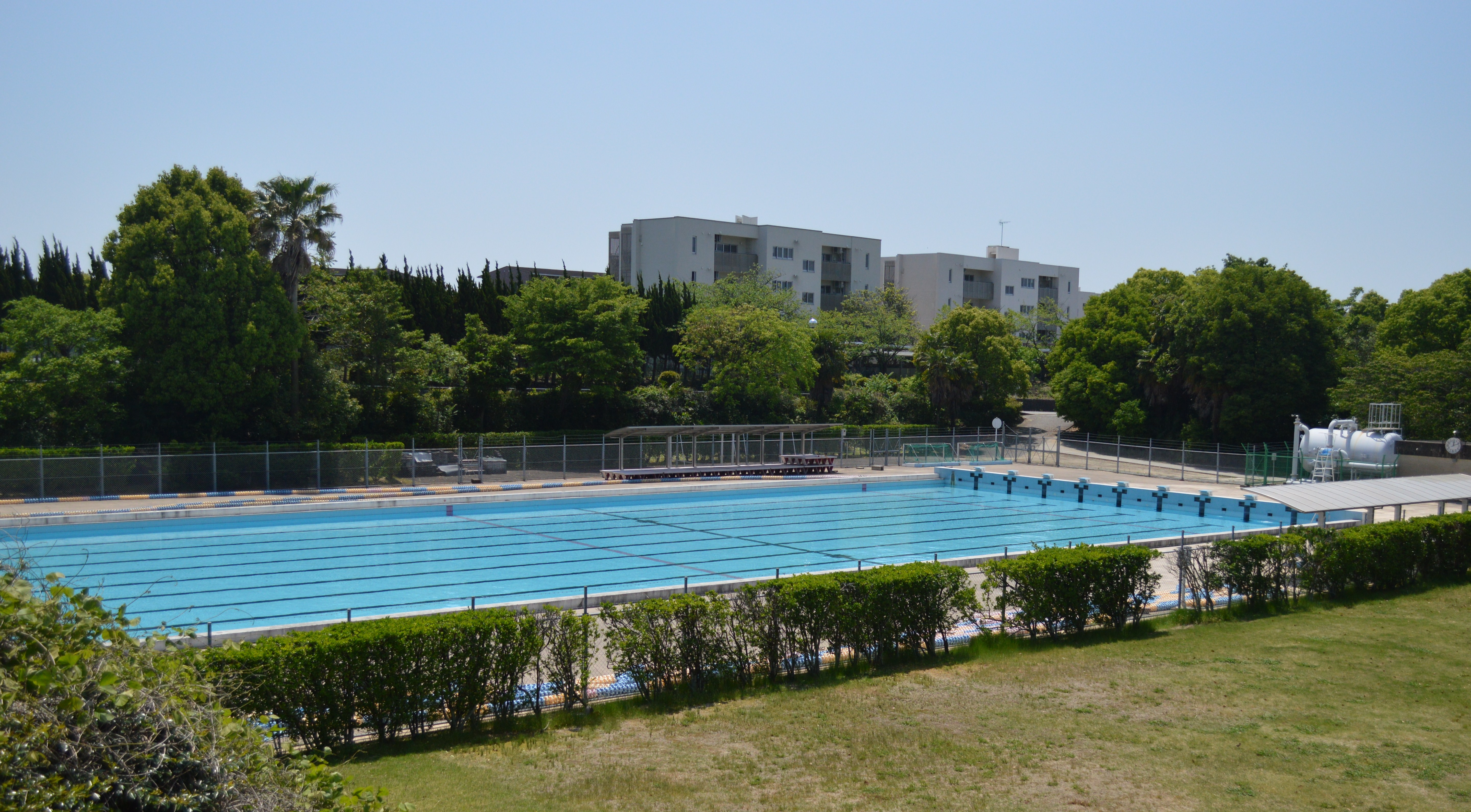
プール

### 教育組織

#### 学部
- 教育学部：Faculty of Education
  - 学校教員養成課程：Pre-service Teacher Training Program
    - 幼児教育専攻：Major in Early Childhood Education
    - 義務教育専攻：Major in Compulsory Education
      - 学校教育科学専修：School Educational Sciences Course
      - 生活・総合専修：Living Environment Studies and Integrated Studies Course
      - ＩＣＴ活用専修：ICT Utilization Support Course
      - 日本語支援専修：Course for Japanese Language Support Study
        - 教科指導系：Subject Instruction Series
          - 国語専修：Japanese Course
          - 社会専修：Social Studies Course
          - 算数・数学専修：Mathematics Course
          - 理科専修：Science Course
          - 音楽専修：Music Course
          - 図画工作・美術専修：Art Education Course
          - 保健体育専修：Health and Physical Education Course
          - ものづくり・技術専修：Manufacturing and Technology Course
          - 家庭専修：Home Economics Course
          - 英語専修：English Course

    - 高等学校教育専攻：Major in High School Education
      - 教科学習開発系：Subject Curriculum Development Series
        - 国語・書道専修：Japanese and Calligraphy Course
        - 地歴・公民専修：Geography/History and Civics Course
        - 数学専修：Mathematics Course
        - 理科専修：Science Course
        - 英語専修：English Course

    - 特別支援教育専攻：Major in Special Needs Education
    - 養護教育専攻：Major in School Health Education

  - 教育支援専門職養成課程：Training Programs for Educational Support Professionals
    - 心理コース：Psychology Course
    - 福祉コース：Social Work Course
    - 教育ガバナンスコース：Educational Administration and Governance Course

#### 大学院
- 大学院教育学研究科：Graduate School of Education
  - 教育実践高度化専攻：Program for Advanced Education Practitioners（教職大学院：Professional School for Teacher Education）
    - 学校マネジメントコース：School Management Courses
    - 教科指導重点コース：Courses Focused on Teaching School Subjects
    - 児童生徒発達支援コース：Courses for Supporting Human Development
    - 地域・教育課題解決コース：Courses for Solving Regional and Educational Problems

  - 教育支援高度化専攻：Program for Advanced Education Colleagues（修士課程：Master's Programs）
    - 臨床心理学コース：Clinical Psychology Course
    - 日本型教育グローバルコース：Japanese-Style Education Course
    - 教育ガバナンスキャリアコース：Educational Administration and Governance Course

  - 共同教科開発学専攻：Cooperative Doctoral Course in Subject Development（後期３年の課程のみの博士課程：Doctoral Program）

#### 特別専攻科
- 特別支援教育特別専攻科：Special Needs Education in Professional Program（修業年限１年）
  - 特別支援教育専攻：Major in Special Needs Education

### 研究組織
- 教育科学系：Educational Sciences
  - 生活科教育講座：Department of Living Environment Studies
  - 特別支援教育講座：Department of Special Needs Education
  - 幼児教育講座：Department of Early Childhood Education
  - 養護教育講座：Department of School Health Sciences
  - 学校教育講座：Department of School Education
  - 心理講座：Department of Psychology
  - 福祉講座：Department of Social Work
  - 教育ガバナンス講座：Department of Educational Administration and Governance
  - 教育実践グループ：Teaching Practice Group
- 人文社会科学系：Humanities and Social Sciences
  - 国語教育講座：Department of Japanese Education
  - 日本語教育講座：Department of Teaching Japanese as a Foreign Language
  - 社会科教育講座：Department of Social Studies
  - 外国語教育講座：Department of Foreign Languages
  - 日本語教育支援センター：Japanese Language Learning and Teaching Support Center
- 自然科学系：Natural Sciences
  - 数学教育講座：Department of Mathematics Education
  - 情報教育講座：Department of Information Sciences
  - 理科教育講座：Department of Science Education
- 創造科学系：Creative Arts and Sciences
  - 音楽教育講座：Department of Music Education
  - 美術教育講座：Department of Fine Arts Education
  - 保健体育講座：Department of Health and Physical Education
  - 技術教育講座：Department of Technology Education
  - 家政教育講座：Department of Home Economics Education
  - 健康支援センター：Health Service Center

### 附属機関

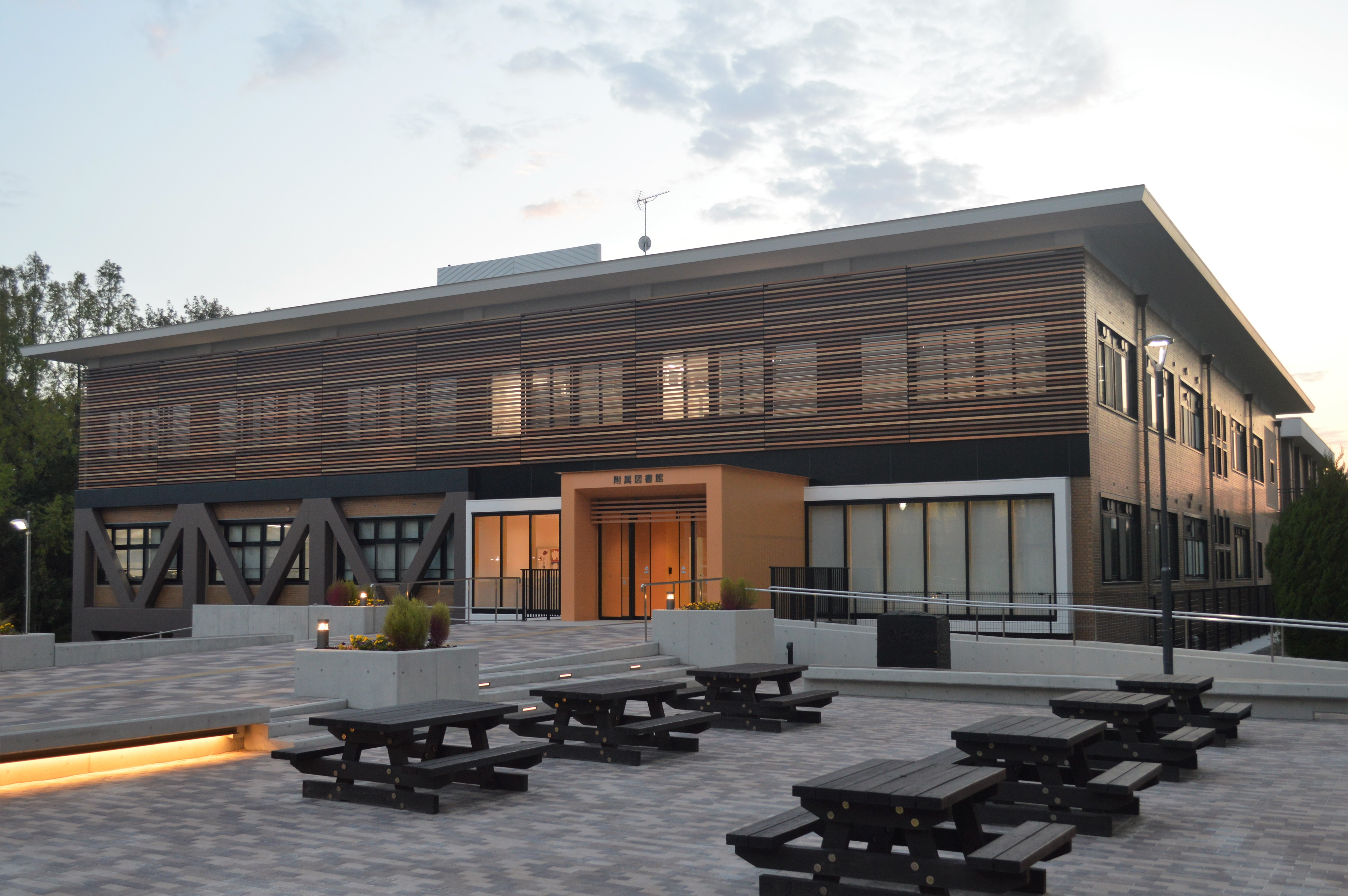
附属図書館

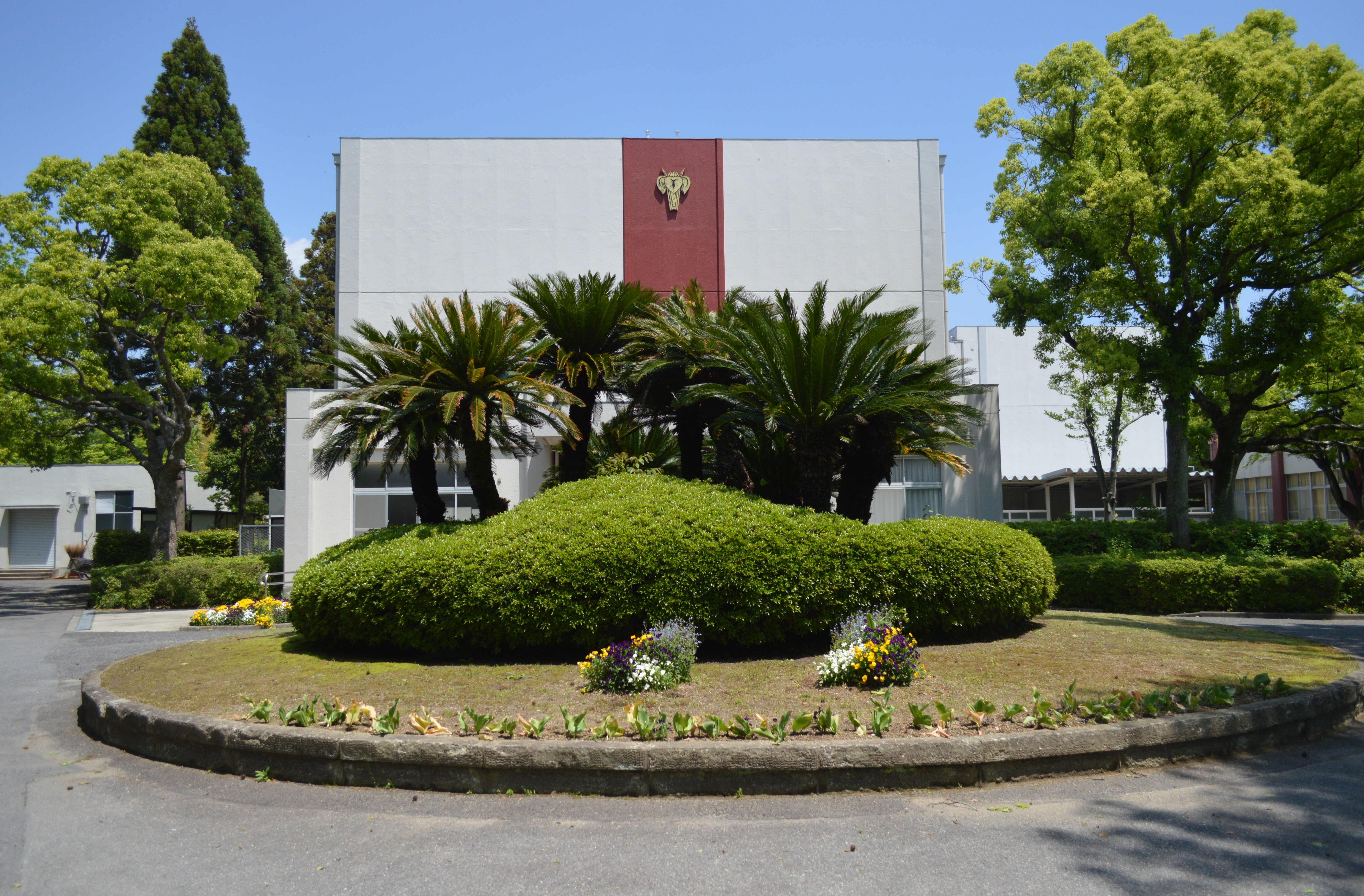
愛知教育大学附属高等学校

- 附属図書館：University Library

- センター：Centers
  - 教職キャリアセンター：Teaching Career Center
  - 教育臨床総合センター：Center for Clinical Practice in Education
  - 国際交流センター：Center for International Exchange
  - 地域連携センター：Center for Community-Based Education and Cooperation
  - 科学・ものづくり教育推進センター：Center for the Promotion of Science and Technology Education
  - 健康支援センター：Health Service Center
  - ＩＣＴ教育基盤センター：Center for Information and Communication Technology
  - キャリア支援センター：Career Support Center
  - 教員養成開発連携センター：Center for Teacher Education Development through Partnerships
  - 日本語教育支援センター：Japanese Language Learning and Teaching Support Center
  - インクルーシブ教育推進センター：Center for Inclusive Education
- なんでも相談室：Office for General Advice and Counseling

- 附属学校部：Affiliated Schools
  - 愛知教育大学附属幼稚園：Kindergarten
  - 愛知教育大学附属名古屋小学校：Nagoya Primary School
  - 愛知教育大学附属名古屋中学校：Nagoya Junior High School
  - 愛知教育大学附属岡崎小学校：Okazaki Primary School
  - 愛知教育大学附属岡崎中学校：Okazaki Junior High School
  - 愛知教育大学附属高等学校：Senior High School
  - 愛知教育大学附属特別支援学校：School for Special Needs Education

## 学生生活

### 大学祭
大学祭実行委員会により、例年5月の平日3日間と土日2日間、合計5日間にかけて開催されている。スポ祭、ミニゲーム、ステージ発表、夜祭、目玉企画などの企画がある。

### 子どもまつり
子どもまつり実行委員会により、例年5月と12月の土日2日間にかけてそれぞれ開催されている。主に教員を目指す本大学生と周辺地域の小学生を対象に、学生と子どもがふれあう機会を提供することを目的としている。

### 秋の祭典
秋の祭典実行委員会により、例年11月の土日2日間にかけて開催されている。通称、「秋祭」。スポ祭、ミニゲーム、ステージ発表などの企画がある。

## 大学関係者と組織

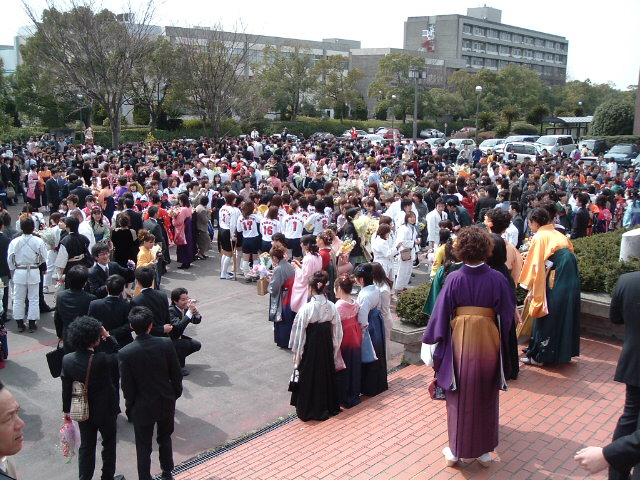
2003年度卒業式（講堂前）

## 施設
メインキャンパス
大学施設は愛知県刈谷市のキャンパスに集約されている。
近くに鉄道駅はない。最寄りバス停は名鉄バスの「愛知教育大前」バス停であり、JR東海道本線・名鉄三河線刈谷駅、名鉄名古屋本線・三河線知立駅、名鉄名古屋本線富士松駅、名鉄豊田線日進駅から運行されている。
自動車通学も可能であるが、1年生は原則不可。
実習施設
- 愛知教育大学 伊良湖臨海教育実験実習施設（愛知県田原市伊良湖町宮下）

## Wiki関係リンク
- 愛知教育大対策（ウィキブックス）